# Gachinko de Ikou!
«Gachinko de Ikou!» (ガチンコでいこう！ Let's Compete Earnestly!?) es el cuarto sencillo de la unit de Hello! Project, Buono!. «Gachinko de Ikou!» fue usada para el cuarto ending del anime Shugo Chara!.
«Gachinko de Ikou!» fue lanzado el 20 de agosto de 2008 en Japón bajo la discográfica Pony Canyon. Se lanzó en dos ediciones diferentes: Regular y Limitada. La edición limitada incluía un DVD adicional. La primera impresión de la edición normal y limitada del sencillo venía con un photocard.
La edición Single V fue lanzada el 3 de septiembre de 2008.

## Créditos
- Gachinko de Ikou!
  - Letra: Iwasato Yuuho
  - Composición: Muramatsu Tetsuya
  - Arreglos: Nishikawa Susumu

- Lady Panther
  - Letra: Kawakami Natsuki
  - Composición: Sugiura "Rafin" Seiichirou
  - Arreglos: Ookubo Kaoru

## Lista de canciones

### CD
1. "Gachinko de Ikou!" (ガチンコでいこう！?)
2. "Lady Panther" (れでぃぱんさぁ?)
3. "Gachinko de Ikou!" (ガチンコでいこう！?) (Instrumental)
4. "Lady Panther" (れでぃぱんさぁ?) (Instrumental)

### DVD (edición limitada)
1. "Gachinko de Ikou!" Jacket Photography Making of (ジャケット撮影メイキング?)
2. "Gachinko de Ikou!" Making of Part. 1 (PV撮影メイキングPart.1?)

### Single V
1. "Gachinko de Ikou!" (ガチンコでいこう！?) (Music Clip)
2. "Gachinko de Ikou!" (ガチンコでいこう！?) (Close Up Version)
3. "Gachinko de Ikou!" (ガチンコでいこう！?) (Dance Shot Version)
4. "Gachinko de Ikou!" Making of Part. 2 (PV撮影メイキング Part.２?)

## Actuaciones en conciertos
- Hello! Project 2008 Summer Wonderful Hearts Kouen ~Hishochi de Date Itashima SHOW~

## Puestos y ventas enOricon

### Sencillo
| Lunes | Martes | Miércoles | Jueves | Viernes | Sábado | Domingo | Ranking/Puesto semanal | Ventas |
| ----- | ------ | --------- | ------ | ------- | ------ | ------- | ---------------------- | ------ |
| –     | 4      | 4         | 8      | 5       | 12     | 14      | 6                      | 25 469 |
| 8     | 44     | –         | –      | 47      | –      | 47      | 38                     | 3530   |
| –     | –      | –         | –      | –       | –      | –       | 92                     | 930    |
| –     | –      | –         | –      | –       | –      | –       | 108                    | 684    |
| –     | –      | –         | –      | –       | –      | –       | 152                    | 392    |

Ventas totales: 31 005

### Single V
| Lunes | Martes | Miércoles | Jueves | Viernes | Sábado | Domingo | Ranking/Puesto semanal | Ventas |
| ----- | ------ | --------- | ------ | ------- | ------ | ------- | ---------------------- | ------ |
| –     | 2      | 4         | 8      | 7       | 6      | 8       | 4                      | 3744   |
| 10    | 9      | 12        | 15     | 16      | 16     | –       | 12                     | 1227   |
| –     | –      | –         | –      | –       | –      | –       | 41                     | 438    |

Ventas totales: 5409